# ماء الذهب (مسلسل)
ماء الذهب هو مسلسل مغامرات - دراما - إثارة وغموض - خيال «خرافة وأساطير» - أكشن يمني من إنتاج شركة دوت نوشن للإنتاج الفني والإعلامي dotnotion ، وإخراج هاشم حمود هاشم
وسيناريو وجدي الأهدل ويسرى عباس و محمد الأخشر، مدير تصوير [راكان الانسي ، ومن بطولة نبيل حزام ويحيى إبراهيم وعبدالله يحيى إبراهيم

## نبذة عن المسلسل
رحلة لم تكن مجرد سفر، بل مغامرة في طياتها أسراراً وأحداثاً غامضة، حيث يجتمع سبعة أشخاص غرباء  حافلة واحدة، لكنهم لم يتوقعوا أن يتحول مصيرهم إلى معركة محمومة بين  الخير والشر. فماذا يكمن خلف باب القرية التي ترفض تركهم يغادرونها؟ ينطلق الركاب  رحلة بحث عن السر المدفون، يتخطون فيها مخاوفهم ويواجهون تحديات لم يكونوا يتوقعونها، ليكتشفوا في النهاية أن الحل لم يكن بعيداً عنهم.

## طاقم العمل
| الممثل                | الدور     |
| --------------------- | --------- |
| نبيل حزام             | مشهور     |
| يحيى إبراهيم          | عبدالله   |
| عبد الله يحيى إبراهيم | مالك      |
| محمود خليل            | مكرم      |
| أمل إسماعيل           | منتهى     |
| هديل أبوأصيل          | ربيع      |
| محمد ابلان            | ماهر      |
| عبير عبدالكريم        | غنية      |
| سارة المغربي          | عزة       |
| عبدالغني عيضة         | هارون     |
| سارة الاسدي           | رميم      |
| اوائل القباطي         | شهد العسل |

قام بالمراجعة الشاملة لمسلسل ماء الذهب الدكتور الأديب: قائد غيلان العلوي.